# Абдул-Латиф (казанский хан)
Абдул-Латиф хан (Абдылетиф) (тат. Ğabdellatíf, Габделлатыйф, عبداللطیف‎) (ок. 1475 — 19 ноября 1517 года, Москва) — казанский хан (1497—1502), сын хана Ибрагима и Нур-Султан; брат Гаухаршад.

## Биография
В 1479 году был вывезен матерью в Крым. В начале 1490-х годов поступил на службу к Ивану III, получил в удел Звенигород. При поддержке казанской знати сменил хана Мамука. Сначала ориентировался на Великое княжество Московское. В марте 1499 года Агалак, брат Мамука, вместе с Ураком шли на Казань с войском до 80 тыс. человек. В помощь казанскому царю Иваном III была выдвинута рать под командованием князя Фёдора Ивановича Бельского, князя Семёна Романовича Ярославского, Юрия Захарьича и князя Даниила Васильевича Щени.
Однако, после того как начал проводить независимую политику, в 1502 году был низложен и сослан в Белоозеро.
В январе 1508 года был освобождён под поручительство крымского хана Менгли I Гирея, своей матери Нур-Султан и царевича Мехмеда Гирея и получил в удел Юрьевец-Повольский. 29 декабря 1508 года русское правительство заключило с ним договор, который признавал его удельным государем. Однако Абдул-Латиф не отказался от своих национальных политических взглядов. И в мае 1512 года он был обвинён в содействии набегу крымских татар, которым руководили сыновья Менгли I Гирея Ахмед Гирей и Бурнаш Гирей, арестован и лишён своих владений. По непонятной причине летописец говорит, что у него отняли Каширу, а не Юрьевец. Или где-то описка, или владение Абдул-Латифа было когда-то заменено.
В 1516 году казанский хан Мухаммед-Амин заболел продолжительной болезнью. Из Казани в Москву прибыло посольство в лице сеида Шах-Хусейна, князя Шах-Юсуфа и бакши Бозека, с просьбой освободить Абдул-Латифа из под ареста и признать его законным наследником престола. После переговоров русское правительство признало Абдул-Латифа наследником, освободило из под ареста, но не отпустило в Казань, дав в управлению Каширу.
19 ноября 1517 года, за год до смерти Мухаммед-Амина, Абдул-Латиф умер от неизвестной причины.